# Dompierre-sur-Helpe
Dompierre-sur-Helpe település Franciaországban, Nord megyében. Lakosainak száma 837 fő (2022. január 1.). Dompierre-sur-Helpe Monceau-Saint-Waast, Saint-Hilaire-sur-Helpe, Taisnières-en-Thiérache, Leval, Marbaix, Noyelles-sur-Sambre és Petit-Fayt községekkel határos.

## Népesség
A település népességének változása:
| Lakosok száma | 894  | 871  | 880  | 860  | 854  | 857  | 858  | 859  | 837  |
|               | 2013 | 2015 | 2016 | 2017 | 2018 | 2019 | 2020 | 2021 | 2022 |